# Robert van Auxerre
Robert van Auxerre (Latijn: Robertus Antissiodorensis; ca. 1156-1212) was een Frans monnik in de abbaye Saint-Marien d'Auxerre en kroniekschrijver.
Hij schreef in opdracht van zijn abt Milo de Trainel een wereldkroniek in het Latijn (Chronologia of Chronicon), waarin hij de geschiedenis vanaf de Schepping tot aan het jaar 1211 behandelde. Voor de gebeurtenissen voor het jaar 1181 is zijn werk slechts een compilatie van voorgangers als Prosper van Aquitanië, Sigisbert van Gembloers en anderen, maar is een oorspronkelijke bron voor de periode van 1181 tot 1211.
Zijn werk is een waardevolle bron voor de geschiedenis van Frankrijk tijdens de regering van Filips II Augustus en vermeldt daarnaast ook gebeurtenissen uit andere Europese landen, de kruistochten en het Nabije Oosten. Zijn werk werd door twee continuatores voortgezet voor de gebeurtenissen tot 1228 en dit werd uitgebreid aangewend door later kroniekschrijvers. Het originele manuscript van zijn werk bevindt zich in Auxerre.

## Referentie
- Artikel Robert of Auxerre, in Encyclopædia Britannica Eleventh Edition 23 (1911), p. 401.

- Gemeinsame Normdatei: 10095961X
- International Standard Name Identifier: 0000 0004 5888 0063
- Library of Congress Control Number: no2019037570
- Système universitaire de documentation: 237505606
- Virtual International Authority File: 29887233